# Fatou Dieng
Pour les articles homonymes, voir Dieng.
Fatou Dieng, née le 18 août 1983
 à Kayar (Sénégal), est une joueuse de basket-ball franco-sénégalaise.

## Biographie
Après avoir accroché le maintien en LFB, Perpignan confirme Fatou Dieng pour la saison 2013-2014, à son retour du championnat d'Afrique.
Relégué en Ligue 2, Perpignan est de nouveau sacré champion de Ligue 2 en s'imposant face à COB Calais (77-56) en finale. Le club languedocien en dépôt de bilan, celle qui était à 9,4 points et 5,4 passes décisives en 2013-2014 rebondit fin novembre 2014 en Espagne (où elle joua précédemment à Ibiza et l’Université de Ferrol) chez le promu Al-Qazeres.

## Carrière en club
| Saisons   | Équipe                                | Pays    |
| 1998-2003 | CJM Bourges                           | France  |
| 2003-2004 | Union sportive Valenciennes Olympic   | France  |
| 2004-2005 | Pays d'Aix Basket 13                  | France  |
| 2005-2007 | CB Puig d'en Valls                    | Espagne |
| 2007-2009 | Ferrol Basket                         | Espagne |
| 2009-2010 | Reims Basketball                      | France  |
| 2010-2014 | Basket Catalan Perpignan Méditerranée | France  |
| 2014-2015 | CB Al-Qazeres Basketball              | Espagne |
| 2015-2016 | ASC Ville de Dakar                    | Sénégal |
| 2016-2017 | Aylnoye Aymeries                      | France  |
| 2017-2019 | Perpignan le Soler Métropole Basket   | France  |
| 2020-2022 | Sainte-Savine Basket                  | France  |
| 2022-2023 | Helsingborg Basketball                | Suède   |
| 2023      | BC Chauray                            | France  |

## Palmarès

### Club
compétitions nationales 
- Championne de France LFB en 2004
- Vainqueur de la Coupe de France en 2004
- Vainqueur du Tournoi de la Fédération en 2004
- Vainqueur de l’Open LFB en 2004
- Championnat de France de basket-ball de Ligue féminine 2 : 2012, 2014
- Championne de France Espoirs en 2000 et 2001
- Vainqueur du Trophée de l’Avenir en 2003

 compétitions européennes
- Vainqueur de l’Euroligue en 2004

### Sélection nationale
- Championnat d'Afrique de basket-ball féminin
  -  Médaille d'or aux Jeux africains de 2007
  -  Championne d'Afrique en 2009
  -  Vice-championne d'Afrique en 2011
  -  Médaille de bronze du Championnat d'Afrique 2013
  -  Championne d'Afrique en 2015
  -  Vice-championne d'Afrique en 2017
  -  Vice-championne d'Afrique en 2023